# Robin Holliday
Robin Holiday (6 novembre 1932 - 9 avril 2014) est un biologiste moléculaire britannique. Holliday décrit un mécanisme d'échange de brins d'ADN qui tente d'expliquer les événements de conversion génique qui se produisent pendant la méiose chez les champignons. Ce modèle est proposé pour la première fois en 1964 et est maintenant connu sous le nom de Jonction de Holliday,.

## Éducation et carrière
Holliday est titulaire d'un BA en sciences naturelles et d'un doctorat en génétique de l'Université de Cambridge. Il est membre de la Royal Society, membre de l'Académie australienne des sciences (FAA), membre de l'Organisation européenne de biologie moléculaire, membre étranger de l'Académie nationale indienne des sciences et titulaire de la médaille Lord Cohen de 1987 pour la recherche gérontologique. Il est auparavant chef de la division génétique, Institut national de recherche médicale, (Conseil de la recherche médicale), Mill Hill, Londres, Royaume-Uni, et avant sa mort, il est chercheur en chef à la retraite, Division CSIRO du génie biomoléculaire, Sydney, Australie.

## Recherche épigénétique
En 1975, il suggère que la méthylation de l'ADN pourrait être un mécanisme important pour le contrôle de l'expression des gènes dans les organismes supérieurs, et cela est désormais documenté comme un mécanisme épigénétique de base dans les cellules normales et cancéreuses. En 1988, il rejoint un laboratoire CSIRO de l'Organisation de recherche scientifique et industrielle du Commonwealth à Sydney, en Australie, où il continue à étudier le vieillissement, et son livre Understanding Aging est publié en 1995. Il est biogérontologue et encadre plusieurs biogérontologues à succès, dont Suresh Rattan, rédacteur en chef de la revue Biogerontology. L'objectif principal de son travail expérimental est le contrôle épigénétique de l'expression des gènes par la méthylation de l'ADN dans les cellules CHO. Ces expériences fournissent une preuve directe que la méthylation de l'ADN est une cause principale de silençage génique dans les cellules de mammifères.

## Ouvrages
- La science du progrès humain, Oxford University Press, Oxford, 1981 ;
- Gènes, protéines et vieillissement cellulaire, Van Nostrand Reinhold, New York, 1986
- Comprendre le vieillissement, Cambridge University Press, Cambridge Angleterre, 1995
- Esclaves et sauveurs, Blackwall Books, Sydney, 2000
- Vieillissement : le paradoxe de la vie : pourquoi nous vieillissons, Springer, Dordrecht, 2007
- Origines et résultats : une autobiographie, Longueville, Sydney, 2008.